# Uczniowie z mojej klasy
Uczniowie z mojej klasy (tytuł oryginalny: Nxënësit e klasës sime) – albański film fabularny z roku 1984 w reżyserii Saimira Kumbaro.

## Opis fabuły
Nauczycielka Nora zostaje skierowana do pracy w gimnazjum, w jednym z miast nadmorskich. Edi, który jest synem lokalnego funkcjonariusza partyjnego, chce uzyskać wysoką ocenę z matematyki nie przykładając się do nauki. Nauczycielka nie akceptuje zgniłego kompromisu z rodzicami Ediego.
Film realizowano w Sarandzie.

## Obsada
- Ermira Gjata jako nauczycielka Nora
- Mirush Kabashi jako Nardi
- Robert Ndrenika jako Kristofor
- Sulejman Pitarka jako Çelo
- Artur Gorishti jako sekretarz organizacji młodzieżowej
- Drita Haxhiraj jako sekretarz partii
- Darling Mamaqi jako Edi, syn Kristofora
- Pranvera Lumani jako uczennica
- Antoneta Papapavli jako żona Kristofora
- Mimika Luca jako nauczycielka
- Marika Kallamata jako matka Nory
- Gëzim Kame jako zootechnik
- Petrika Riza jako kierowca
- Krenar Arifi jako syn Çelo
- Harilla Vjero jako urzędnik egzekutywy